# Скит
Скит (на гръцки: Σκήτη) е християнска монашеска обител. Обикновено е уединено отшелническо жилище, самостоятелно или обособено в рамките на манастир. Може да бъде и група от отшелнически жилища или дори общежителна обител с множество монаси, подчинена на определен манастир. Названието скит идва от името на Скитската пустиня – място на първоначалното разпространение на монашеството в Египет, западно от долното течение на река Нил.
Монасите, живеещи в скита, приемат допълнителни обети – за строг пост, усилени молитви, затворничество, мълчание и др. Скитът обикновено е затворен за посещения на външни лица.

## Скитове в Атон и Гърция
В Атонската Света гора скитовете са малки монашески селища, състоящи се от отделни килии, каливи, исихастерии и постници, които са подчинени на определен голям манастир. Съществуват също и общежителни скитове, които по своята големина и структура по нищо не се отличават от атонските манастири, с изключение на формалния си статут, и подчинеността си на определен манастир (напр. румънския православен скит „Свети Йоан Предтеча“).
Основната отлика на атонските скитове от манастирите е липсата на право на участие в органите на самоуправлението на монашеската република и на поземлена собственост, което ги поставя в пряка зависимост от съответния манастир, върху чиято земя са построени. До началото на 1990-те години атонските манастири са както общежителни (или киновиални, в които монасите живеят заедно и се подчиняват на един игумен и единни монашески правила или устав), так и отделножителни (идиоритмични). След като през 1992 г. и манастирът Пантократор приема принципа на общежитието, всички атонски манастири вече са общежителни. Част от скитовете в Атон са идиоритмични (отделножителни).
Скитовете могат да бъдат изградени като манастири или да се състоят от отделни килии и каливи, намиращи се в една местност. Те имат общ кириакон – главна църква на скита, в която монасите се събират в съботните, неделните и празничните дни. За решаването на общите въпроси, касаещи монасите на скита, най-вече за приемането на поклонници, и връзките с управляващия манастир и външния свят, монасите избират свой старейшина или предстоятел, наречен дикей (на гръцки: δίκαιοθ – „справедлив, праведен“) за срок от една година. Монасите в скита се занимават със селско стопанство и различни занаяти.
Скитовете са зависими от атонските манастири, върху чиято земя са разположени, които зависимости се определят от „Устава на Атонската Света гора“ (Καταστατικὸς Χάρτης τοῦ ῾Αγίου ̀ρδβλθυοτεΟρους ̀ρδβλθυοτεΑθω; известен и като „Новия канон“), отделни писмени съглашения и патриаршеските сигилии (чл. 143 от Устава). В Устава са поименно изброени най-големите 12 действащи в Атон скита, делящи се по своето устройство на общежителни и отделножителни.
Общежителни скитове са: 1) скит „Успение на Пресвета Богородица“ (Мариински скит, Βογορόδιτσα) на манастира Свети Пантелеймон, 2) скит „Свети Пророк Илия“ (Свето-Илински скит, Προφήτου ̓Ηλιού) на манастира Пантократор, 3) румънският скит „Свети Йоан Предтеча“ или „Продром“ (Τιμίου Προδρόμου) на манастира Великата Лавра, 4) скит „Свети Андрей“ (Свето-Андреевски скит, Серай, ῾Αγίου ̓Ανδρέου) на манастира Ватопед (чл. 142 от Устава на Света гора).
Отделножителни скитове са: 1) скит „Света Анна“ (῾Αγίας ̀ρδβλθυοτεΑννης) и 2) скит „Света Троица“ или „Кафсокаливия“ (῾Αγίας Τριάδος τῶν Καυσοκαλυβίων) на манастира Великата лавра, 3) скит „Свети Димитър“ (῾Αγίου Δημητρίου) на манастира Ватопед, 4) скит „Свети Йоан Предтеча“ или „Продром“ (Τιμίου Προδρόμου) на манастира Ивирон, 5) скит „Свети Пантелеймон“ (῾Αγίου Παντελεήμονος) на манастира Кутлумуш, 6) скит „Рождество на Пресвета Богородица“ или „Новия скит“ (Νέα Σκήτη) и 7) скит „Свети Димитър“ или „Лакоскит“ (῾Αγίου Δημητρίου Λάκκου) на манастира „Свети Павел“, и 8) скит „Благовещение на Пресвета Богородица“ (Εὐαγγελισμοῦ τῆς Θεοτόκου) на манастира Ксенофонт (чл. 142 от Устава на Света гора).
От XVIII век много от скитовете имат национална принадлежност (според преобладаващата народност на обитаващите го монаси), различна от манастира, върху чиято земя са разположени, като с течение на столетията тази принадлежост се променя: скитът Богородица е бил български (до средата на 80-те години на XX век), Андреевският – руски, Илинският – украински. Скитовете „Продром“ и „лакоскит“ са румънски (Румънската православна църква няма собствен манастир в Атон).
По модела на атонските скитове функционират и множество други скитове, на територията на Гърция.

## Скитове в Русия
В Русия, където е разпространено старообредството, скитът може да е както малък манастир, така и поселище от манастирски тип.

## Скитове в България
В България по време на османското владичество скитовете са малки монашески обители, които се изграждат като малки манастири – имали църква, стопански и жилищни сгради, но са под управлението на по-голям манастир. Обикновено скитовете имали по-строг устав от този в манастира и затова били използвани като място за уединение и духовно израстване. Поради това се изграждали на по трудно достъпни места в района на съответния манастир.
Скитовете се отличават от метосите, които също са малки монашески обители, подчинени на по-голям манастир, но се изграждат в населените места и изпълняват най-често представителни и стопански функции, свързани с издръжката и обслужването на манастирската общност. По време на Възраждането почти всички големи манастири имат многобройни скитове и метоси.
Големите ставропигиални български манастири имат и до днес запазени скитове: към Рилски манастир – скит „Свети Лука“ с църквите „Евангелист Лука“ и „Покров Богородичен“, към Бачковски манастир – скит „Клувията“ с аязмения параклис „Покров Богородичен“ и църквата „Свети Архангел Михаил“, и към Троянски манастир – скитовете „Свети Никола“ и „Свети Йоан Предтеча“. Калоферският манастир „Рождество Богородично“ също има свой скит наречен „Покров Богородичен“.